# Сан-Браш (Амадора)
Сан-Браш (порт. São Brás) — район (фрегезия) в Португалии, входит в округ Лиссабон. Является составной частью муниципалитета Амадора. Находится в составе крупной городской агломерации Большой Лиссабон. По старому административному делению входил в провинцию Эштремадура. Входит в экономико-статистический субрегион Большой Лиссабон, который входит в Лиссабонский регион. Население составляет 20 695 человек на 2001 год. Занимает площадь 5,12 км².
Покровителем района считается святой Власий Севастийский (порт. São Brás).